# 萨沙·奥布拉多维奇
萨沙·奥布拉多维奇（羅馬化：Saša Obradović，1969年1月29日—），塞尔维亚男子篮球运动员。他曾代表南联盟参加1996年和2000年夏季奥林匹克运动会篮球比赛，其中1996年奥运会获得一枚银牌。